# Jüdischer Friedhof (Zehdenick)

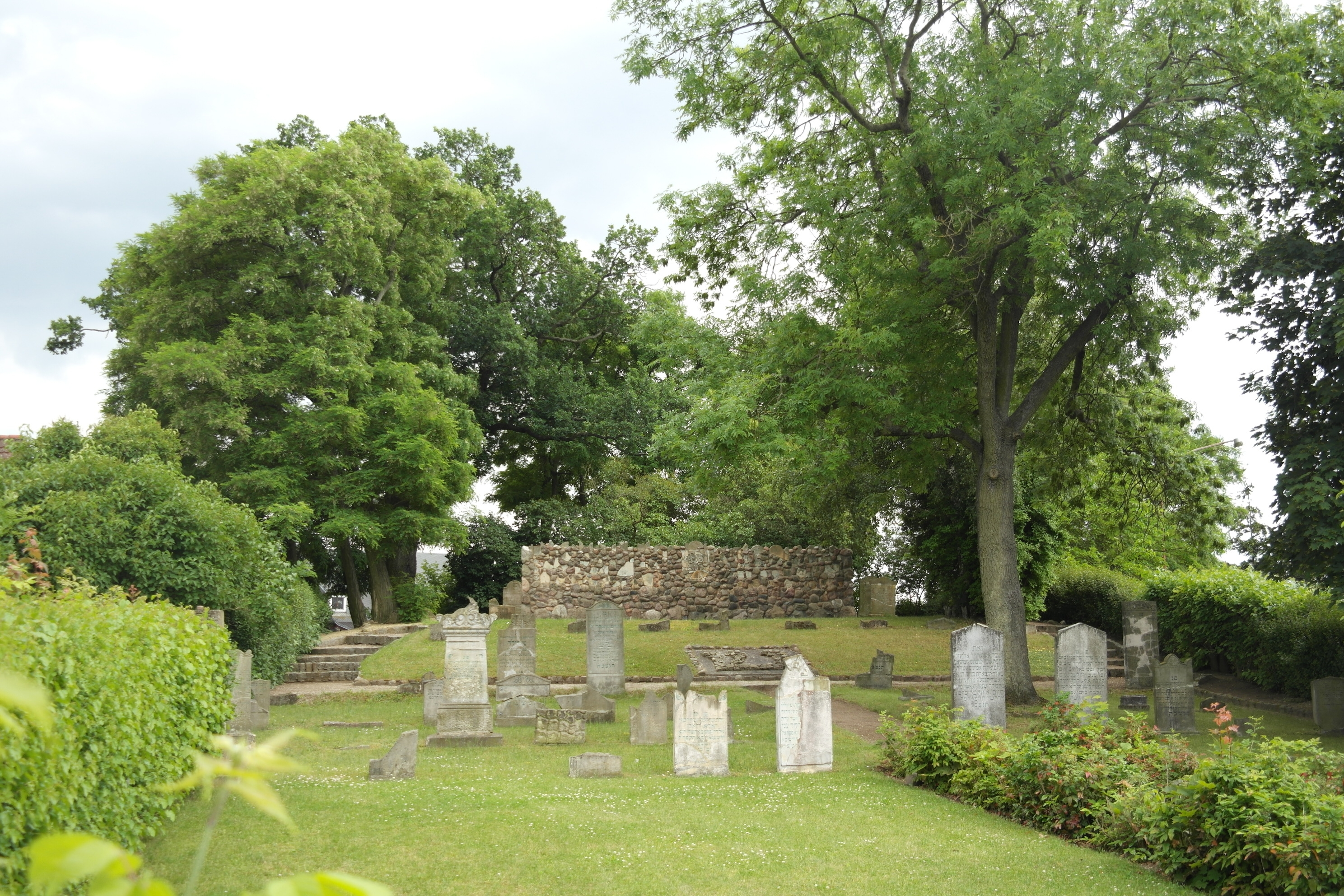
Jüdischer Friedhof Zehdenick (Juni 2013)

Der Jüdische Friedhof Zehdenick liegt im Ortsteil Zehdenick der Stadt Zehdenick im Landkreis Oberhavel in Brandenburg.
Auf dem etwa 800 m² großen jüdischen Friedhof unweit der katholischen Kirche an der Friedrich-Engels-Straße sind noch etwa zehn Grabsteine vorhanden, die meisten aus dem letzten Viertel des 19. Jahrhunderts. Ein Teil des Friedhofes ist umzäunt.

## Geschichte
Der jüdische Friedhof in Zehdenick wurde 1766 angelegt, aber bereits 1898 wieder geschlossen, da die meisten jüdischen Familien von Zehdenick in andere Städte verzogen waren. In der NS-Zeit oder danach wurde der Friedhof zerstört und weitgehend abgeräumt. Von 1996 bis 1998 wurde er – soweit möglich – wieder hergestellt. Im Februar 2001 wurde der Friedhof durch drei 16-jährige Jugendliche geschändet, dabei wurden zehn Grabsteine umgeworfen.  Im August 2007 kam es zu einer erneuten Schändung. Dabei wurden fünf Grabsteine beschädigt.